# كارل غوستافسون (لاعب هوكي الجليد)
كارل غوستافسون (بالإنجليزية: Carl Gustafsson)‏ هو لاعب هوكي الجليد أمريكي، ولد في 23 أكتوبر 1988 في سان خوان في الولايات المتحدة.

## وصلات خارجية
- كارل غوستافسون على موقع EliteProspects.com (الإنجليزية)
- كارل غوستافسون على موقع HockeyDB.com (الإنجليزية)